# Gesetz über die Religionsgemeinschaften
Das Gesetz über die Religionsgemeinschaften (jap. 宗教団体法, shūkyō dantaihō) aus der Vorkriegs-Shōwa-Zeit war das erste systematisch erstellte Gesetz zum rechtlichen Status religiöser Gruppen in Japan und betraf insbesondere Regeln zu deren Anerkennung und Überwachung von Seiten des Staates. Es zielte auch auf neu entstandene Religionen wie Ōmoto und Sōka Gakkai ab.

## Geschichte
Basierend auf einem Entwurf aus dem Jahr 1935 wurde es als Gesetz Nr. 77 vom japanischen Parlament am 8. April 1939 verabschiedet. Es trat mit Chokurei (勅令; Erlass des Tennō) Nr. 855 vom Dezember 1939 am 1. April 1940 in Kraft; zuvor war es am 29. März 1940 zuletzt novelliert worden. Ähnliche Versuche zu einem solchen Gesetz waren zuvor 1927 und 1929 vom Parlament abgelehnt worden.
Das Gesetz stellte den verschiedenen religiösen Gruppierungen erstmals frei, juristische Personen zu werden. Buddhistische Tempel wurden ausdrücklich zu bereits bestehenden juristischen Personen erklärt. Shintō-Schreine wurden hingegen im gesamten Gesetzestext nicht einmal erwähnt. Dies gilt bereits für den ersten Paragraphen, in dem die Gegenstände des Gesetzes definiert werden:

„§1 Als Religionsgemeinschaften werden in diesem Gesetz shintoistische Sekten (kyôha), buddhistische Denominationen (shûha) und christliche oder sonstige religiöse Vereinigungen (kyôdan) (im folgenden abkürzend Sekten, Denominationen und religiöse Vereinigungen genannt) sowie Tempel und Kirchen bezeichnet.“

Dies korrespondiert mit der damaligen Politik des japanischen Staates, den als Staats-Shintō protegierten Schrein-Shintō aufgrund der in Artikel 28 der Meiji-Verfassung garantierten Religionsfreiheit nicht zur Religion und damit unvermeidlich zu einer unfair bevorzugten Staatsreligion zu erklären.
Die Kontrollfunktionen, die das Kultusministerium und die Präfekturalgouverneure durch das Gesetz erhielten, waren weitreichend. So konnten Amtsenthebungen von religiösen Würdenträgern und sogar Verbote von ganzen Religionsgemeinschaften nicht nur auf Grundlage von allgemein formulierten Störungen der öffentlichen Ordnung, sondern auch wegen Verstoßes gegen innerreligiöse Grundsätze angeordnet werden:

„§16 Wenn die von einer Religionsgemeinschaft oder einem Prediger ausgeübte Verbreitung von Lehren bzw. die Durchführung von Zeremonien einer Religion oder wenn religiöse Veranstaltungen die öffentliche Ruhe und Ordnung stören oder die Pflichten der Untertanen verletzen, kann der zuständige Minister diese beschränken oder verbieten, die Amtsausübung des Predigers aussetzen oder auch die Anerkennung der Gründung der Religionsgemeinschaft widerrufen.“

„§17 Wenn eine Religionsgemeinschaft oder eine Person, die in einem Organ einer Religionsgemeinschaft ein Amt bekleidet, gegen die Gesetze oder die religiösen Bestimmungen [einer Sekte], die Ordnung [einer Denomination] oder die Satzung einer religiösen Vereinigung, eines Tempels oder einer Kirche verstößt oder sonst eine Handlung begeht, die geeignet ist, das Gemeinwohl zu schädigen, kann der zuständige Minister diese aufheben, aussetzen oder verbieten oder auch einen Wechsel der betreffenden Amtsinhaber anordnen. […]“

Verstöße gegen solche ministerialen Entscheidungen konnten nach §26 mit Zuchthaus- oder Gefängnisstrafen von bis zu 6 Monaten oder Geldstrafen von bis zu 500 Yen geahndet werden.
Nach der Kapitulation Japans, die den Zweiten Weltkrieg beendete, wurde das Gesetz während der Besatzung Japans als Umsetzung der in der Potsdamer Erklärung beschlossenen Positionen auf Anweisung des Supreme Commander for the Allied Powers (SCAP) vom 4. Oktober 1945 mit Wirkung zum 28. Dezember desselben Jahres durch den Chokurei Nummer 718 abgeschafft.
Am gleichen Tag wurde mit Chokurei Nummer 719 der das Gesetz über die Religionsgemeinschaften ablösende Erlass über die Religionsgesellschaften (宗教法人令, shūkyō hōjinrei), dessen Inhalt zuvor mit Vertretern des SCAP und verschiedener japanischer religiöser Gruppen ausgehandelt worden war, mit sofortiger Wirkung herausgegeben.
Dieser Erlass wurde schließlich am 3. April 1951 durch das Gesetz über die Religionsgesellschaften (宗教法人法, shūkyō hōjinhō) abgelöst. Dieses ist noch bis heute in Kraft (letzte Novellierung im Dezember 1997).

## Heutige Rezeption
Das Gesetz über die Religionsgemeinschaften gilt in der modernen, japanischen Rechtsprechung allgemein als Paradebeispiel für die restriktive Gesetzgebung der staats-shintōistischen Politik des Kaiserreich Japans, unter der Religionsfreiheit nichts weiter als eine leere Formel gewesen sei. In der Darlegung seiner Entscheidungsgründe für das Urteil vom 14. Mai 1974 der zweiten Instanz zum sogenannten Rechtsstreit um das Jichinsai von Tsu stellte das Oberlandesgericht Nagoya bezüglich der historischen Einordnung der Beziehung von Religionsfreiheit und Trennung von Staat und Religion fest, dass das Gesetz über die Religionsgemeinschaften zusammen mit dem Gesetz zur Aufrechterhaltung der öffentlichen Sicherheit und dem Erlass über die Bestrafung von Polizeiverbrechen (警察犯処罰令, keisatsuhan shobatsurei) benutzt worden sei, um verschiedene, dem japanischen Staat missliebige, Religionsgemeinschaften (explizit nannte das OLG die Ōmoto-kyō, die Hitonomichi Kyōdan, die Sōka Kyōiku Gakkai, die Hokke-shū, die Nihon Kirisuto Kyōdan und die Hōrinesu Kyōha) zu unterdrücken und der japanischen Staatsidee unterzuordnen.